# Cheyyur (Taluk)
Der Taluk Cheyyur (Tamil: செய்யூர் வட்டம்) ist ein Taluk (Subdistrikt) des Distrikts Kanchipuram im indischen Bundesstaat Tamil Nadu. Hauptort ist der namensgebende Ort Cheyyur.

## Geografie
Der Taluk Cheyyur liegt im Süden des Distrikts Kanchipuram an der Küste des Golfs von Bengalen. Er grenzt an die Taluks Maduranthakam im Westen und Tirukalukundram im Norden sowie an den Distrikt Viluppuram im Süden. Im Norden begrenzt der Palar-Fluss den Taluk Cheyyur.
Der Taluk Cheyyur ist deckungsgleich mit den Blocks Chithamur und Lathur. Seine Fläche beträgt 616,9 Quadratkilometer.

## Bevölkerung
Nach der Volkszählung 2011 hat der Taluk Cheyyur 196.807 Einwohner. Verglichen mit anderen Teilen des Distrikts Kanchipuram ist der Taluk Cheyyur recht ländlich geprägt und verhältnismäßig dünn besiedelt: 86,2 Prozent der Einwohner werden als ländliche und 13,8 Prozent als städtische Bevölkerung klassifiziert. Die Bevölkerungsdichte ist mit 330 Einwohnern pro Quadratkilometer die niedrigste aller Taluks im Distrikt Kanchipuram.

## Orte
Zum Taluk Cheyyur gehören die folgenden Orte:
Städte:
- Edakalinadu

Dörfer:
| - Agaram - Akkinambattu - Ammanambakkam - Ammanur - Andarkuppam - Arappedu - Arasur - Atchivilagam - Attupattukottaipunji - Ayakunnam - Cheyyur - Chinnavelikadu - Chithamur - Chitharkadu - Chunampet - Easur - Illedu - Indalur - Iranyasidhi - Irumbili - Kadalur - Kadappari - Kadugupattu - Kadukalur - Kalkulam - Kanathur - Kannimangalam - Karuppur - Kayapakkam - Keelmaruvathur | - Kesavarayanpettai - Kilarkollai - Kodapattinam - Kodur - Kokkaranthangal - Kolathur - Koovathur - Kottaikadu - Kurambarai - Lathur - Madavilagam - Madayambakkam - Magundagiri - Malrajakuppam - Maluvankaranai - Manicuppam - Maruderi - Melmaruvathur - Mugaiyur - Murukkanthangal - Nedumaram - Neelamangalam - Nelvoy - Nelvoypalayam - Nemanadam - Nerkunam - Nerkunampattu - Othivilagam - Pachambakkam - Pakkavancheri | - Pakkur - Palur - Panayadivakkam - Paramankeni - Parameswaramangalam - Parasanallur - Parukkal - Pavunjur - Pekkaranai - Perambakkam - Periakalakadi - Periavelikadu - Perukkaranai - Perumalcheri - Perumbakkam - Poiganallur - Polambakkam - Pondur - Poongunam - Poraiyur - Poranjeri - Porur - Pudupattu - Pudupattu - Puliyani - Punnamai - Puoriampakkam - Puthirankottai - Sathamangalam - Sathiamangalam | - Seevadi - Sembur - Sengattur - Sevur - Sirumailur - Sirunagar - Siruvilambakkam - Sothupakkam - Thandalam - Thandarai - Thenpakkam - Thirupurakoil - Thiruvadur - Thondamanallur - Thuthuvilampattu - Uludamangalam - Vadakkuvayaloor - Vadapattinam - Vannianallur - Vedal - Vellankondagaram - Venmalagaram - Veppancheri - Vettamperumbakkam - Vilambattu - Vilangadu - Voyalur |